# كمال كارجينا
كمال كارجينا (من مواليد 26 مايو 1981) هو لاعب رياضي جزائري بارالمبي. يعاني من الشلل الدماغي ويشارك في مسابقات الرمي وهو جالس ضمن تصنيف F33.
شارك في دورة الألعاب البارالمبية الصيفية 2008 التي اقيمت في بكين، الصين ، حيث فاز بالميدالية الذهبية في مسابقة دفع الجلة للرجال F33-34/52. وفي دورة الألعاب البارالمبية الصيفية 2012 المقامة في لندن كرر أداءه، حيث احرز الميدالية الذهبية في مسابقة دفع الجلة للرجال F32-33.
حيث يذكر بأنه كسر الرقم القياسي العالمي في دفع الجلة فئة F33. حقق هذا الرقم القياسي في بطولة العالم لألعاب القوى لذوي الإعاقة 2011 في كرايستشيرش.
وفي أحداث دورة الألعاب البارالمبية الصيفية 2016 التي اقيمت في ريو دي جانيرو فاز بالميدالية الفضية ضمن مسابقة دفع الجلة للرجال F33 .

## شخصي
ولدت كاردجينا في وهران بالجزائر.

## روابط خارجية
- كمال كارجينا في اللجنة البارالمبية الدولية
- London2012 Profile